# Ostrovec (Ostrovec-Lhotka)

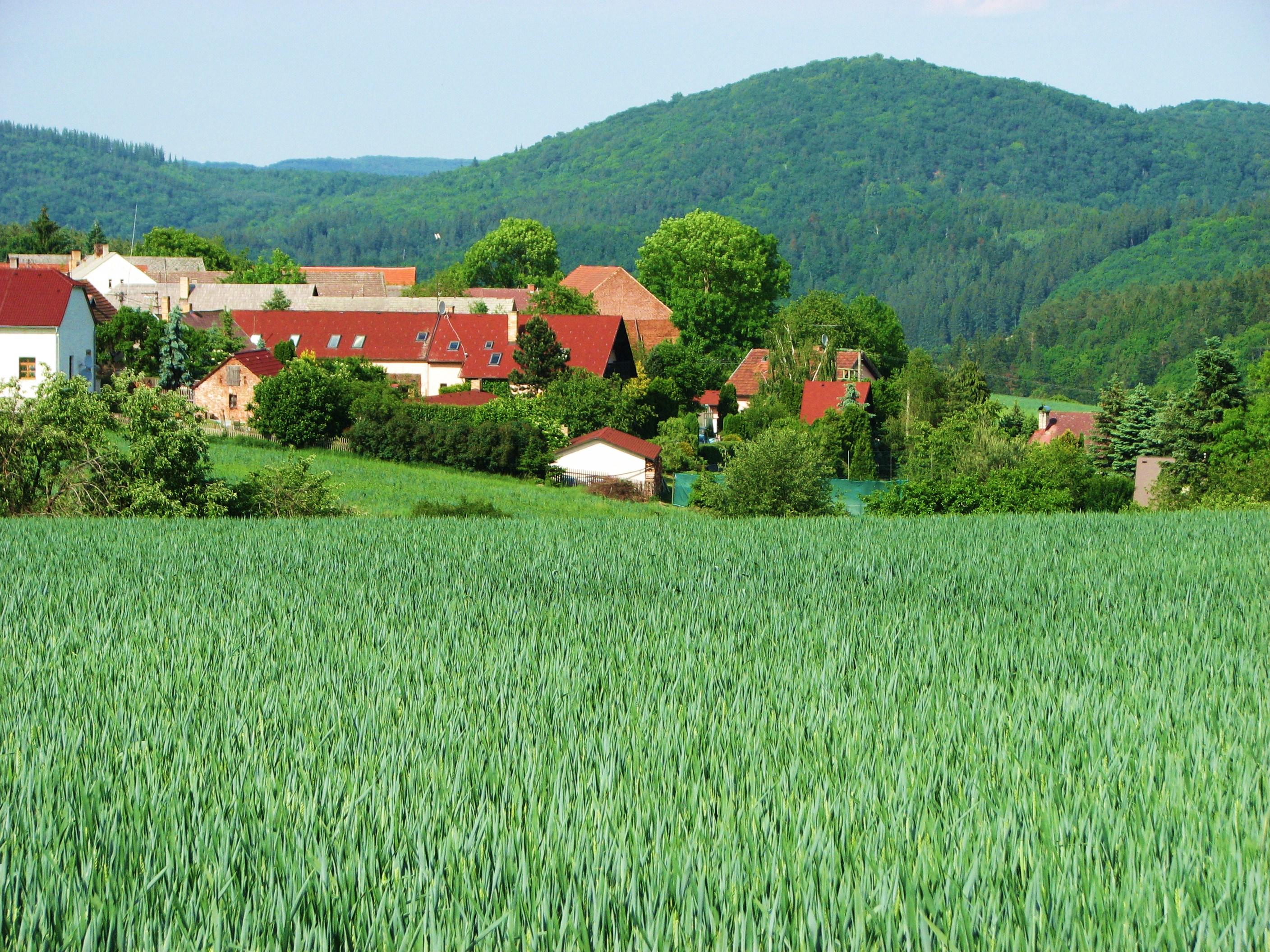
Blick von der Staatsstraße auf Ostrovec

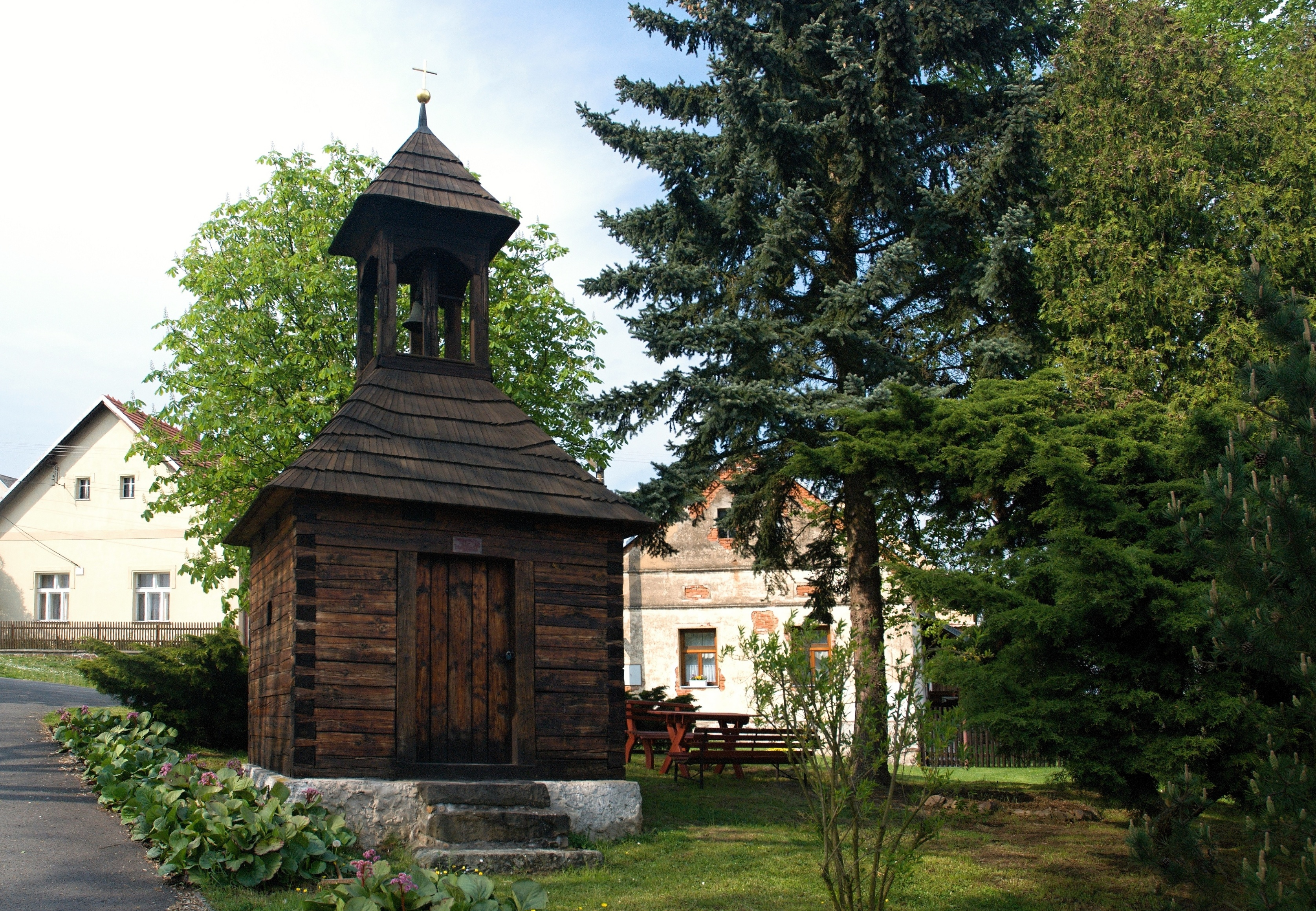
Dorfplatz mit Glockenturm

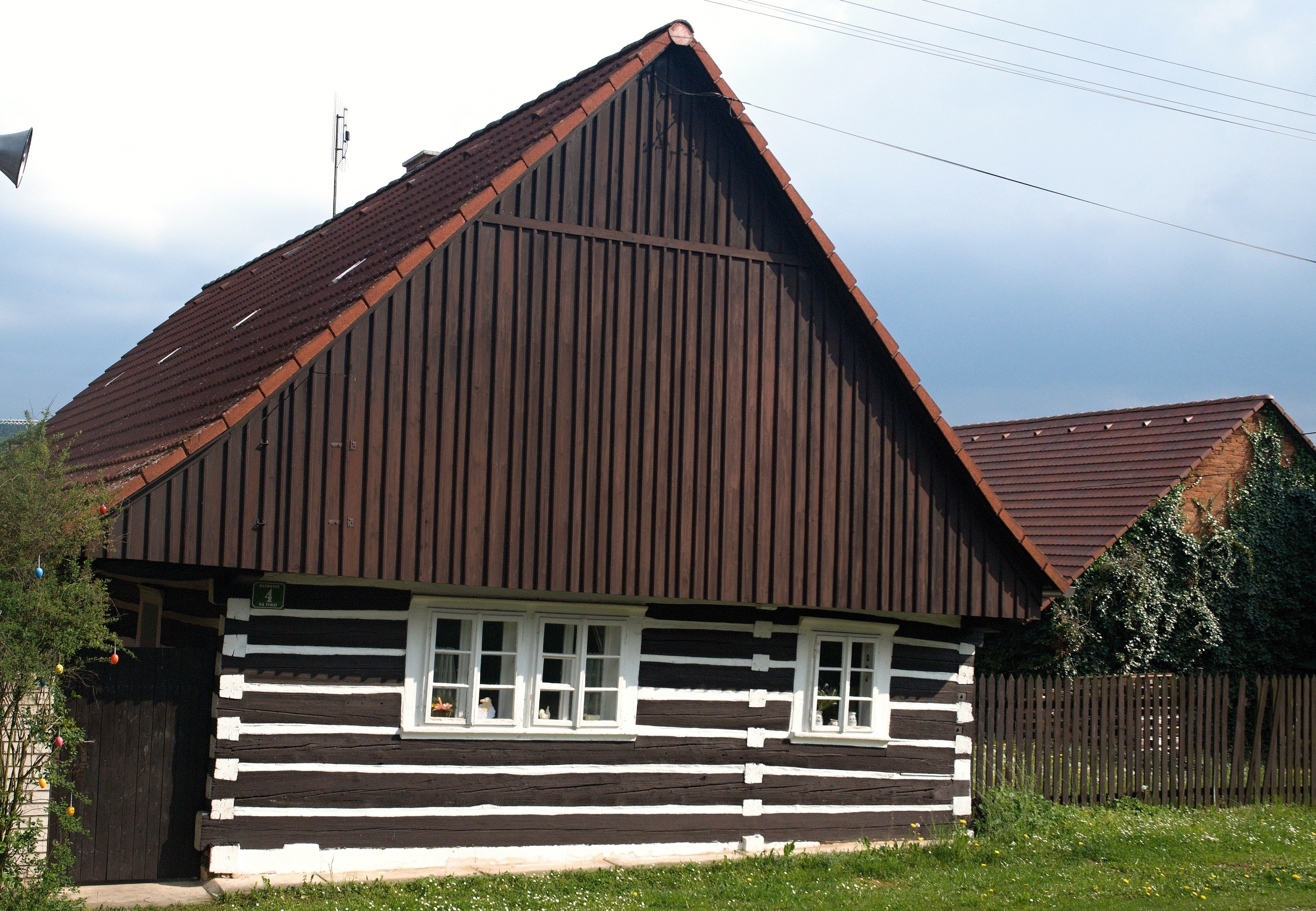
Gehöft Nr. 4

Ostrovec (deutsch Ostrowetz, auch Wostrowetz) ist ein Ortsteil der Gemeinde Ostrovec-Lhotka in Tschechien. Er liegt elf Kilometer nordöstlich von Radnice (Radnitz) und gehört zum Okres Rokycany.

## Geographie
Der Rundling Ostrovec befindet sich linksseitig über dem Tal des Zbirožský potok (Chotětiner Bach bzw. Zbirower Bach) in der Křivoklátská vrchovina (Pürglitzer Bergland). Nördlich des Dorfes fließt der Bach Vejvanovský potok. Im Norden erhebt die Lípa (504 m n.m.), nordöstlich die Sirská hora (524 m n.m.), der Strážov (511 m n.m.), der Velký vrch (579 m n.m.) und der Vlastec (612 m n.m.), im Osten der Bráh (524 m n.m.), der Radost (584 m n.m.), der Kohoutov (596 m n.m.) und der Těchovín (617 m n.m.), südöstlich die Buzová (524 m n.m.) und der Ušák (530 m n.m.), im Süden der Svatý Vojtěch (492 m n.m.) und der Chlumec (489 m n.m.) sowie nordwestlich die Dlouhá jáma (424 m n.m.). Westlich verläuft die Staatsstraße II/235 zwischen Zbiroh und Rakovník. Das Dorf liegt im Landschaftsschutzgebiet Křivoklátsko. Die Gemarkung besteht zum größten Teil aus Wäldern. 
Nachbarorte sind Bučiny, Hradiště, Čilá und Podmokelský Mlýn im Norden, Slap, Jankovský Mlýn, Skryje nad Berounkou, Bušohrad, Broumy und Kublov im Nordosten, Kohoutov, Vlastce, Janušky, Březová und Bzová im Osten, Terezín, Kozův Mlýn, Líšná und Jablečno im Südosten, Lhotka und Třebnuška im Süden, Terešov, Nový Dvůr und Terešovská Huť im Südwesten, Pod Bělkou, Prašný Újezd und Mlečice im Westen sowie Chlum, Hamouz und Podmokly im Nordwesten.  

## Geschichte
Die erste schriftliche Erwähnung von Ostrovec erfolgte 1115 in der Gründungsurkunde des Benediktinerklosters Kladruby, das Dorf gehörte zur Dotation durch Herzog Vladislav I. Bei dieser Urkunde handelt es sich wahrscheinlich um ein nachträgliches Falsifikat vom Ende des 12. Jahrhunderts. In der zweiten Hälfte des 14. Jahrhunderts gelangte Ostrovec an weltliche Besitzer. Der böhmische König Karl I. schenkte Ostrovec zusammen mit Lhotka 1362 dem Bušek von Rosejovic. Dieser verkaufte das auch als Ostrov bezeichnete Dorf nach 1366 an Michal von Sedlec. Nachfolgender Besitzer war ab 1384 dessen Sohn Michal von Ostrov, der wahrscheinlich bei seinem Hof eine Feste errichten ließ. Die einzige urkundliche Erwähnung der Feste erfolgte 1541, als Jiřík Osterský von Sulevic diese zusammen mit dem Dorf und dem Hof Ostrov an Jan Mladota von Solopisk veräußerte. Zu den weiteren Besitzern des Gutes gehörte Bohuslav Doupovec von Doupov (Duppauer von Duppau), der Ostrovec 1588 an Wilhelm Switak von Landstein auf Krašov verkaufte. Zum Ende des 16. Jahrhunderts wurde das Gut Ostrovec der königlichen Herrschaft Pürglitz zugeschlagen. Im Jahre 1607 erfolgte die Umgliederung von Ostrovec zur königlichen Herrschaft Zbirow. Die Feste Ostrovec erlosch in der ersten Hälfte des 17. Jahrhunderts; an ihrer Stelle entstand um 1664 ein neuer Schafhof. Im Jahre 1785 bestand Wostrowecz bzw. Ostrowecz aus 18 Häusern. 1834 wurde die Kameralherrschaft Zbirow der Oberaufsicht des k.k. Berg-Oberamtes Příbram und der Hofkammer im Münz- und Bergwesen unterstellt.
Im Jahre 1848 bestand das im Berauner Kreis an der Grenze zum Pilsner Kreis gelegene Dorf Ostrowetz aus 21 Häusern mit 200 tschechischsprachigen Einwohnern. Zu Ostrowetz konskribiert waren ein östlich im Wald befindliches herrschaftliches Forsthaus (Kohoutov) sowie zwei Mühlen mit jeweils einer Brettsäge am Chotětiner Bach (Zbirožský potok): die Obere Mühle (Ostrovecký mlýn) und die Untere bzw. Jankower Mühle (Jankovský mlýn). Pfarrort war Drahno-Augezd; das Dorf war der Filialkirche Mariä Himmelfahrt in Mletschitz zugewiesen, wo sich auch die Schule befand. Bis zur Mitte des 19. Jahrhunderts blieb Ostrowetz der k.k. Montanherrschaft Zbirow untertänig.
Nach der Aufhebung der Patrimonialherrschaften bildete Ostrovec / Ostrowetz ab 1850 einen Ortsteil der Gemeinde Mlečice / Mletschitz im Gerichtsbezirk Zbirow. 1868 wurde Ostrovec dem Bezirk Hořowitz zugeordnet. Im Jahre 1869 bestand Ostrovec aus 23 Häusern und hatte 196 Einwohner. In den 1870er Jahren löste sich Ostrovec von Mlečice los und bildete eine eigene Gemeinde. Zum 1. September 1896 wurde die Gemeinde Teil des neu gebildeten Bezirks Rokitzan. Im Jahre 1900 hatte Ostrovec 184 Einwohner, 1910 waren es 171. 
Nach dem Ersten Weltkrieg zerfiel der Vielvölkerstaat Österreich-Ungarn, Ostrovec wurde 1918 Teil der neu gebildeten Tschechoslowakischen Republik. Beim Zensus von 1921 lebten in den 27 Häusern der Gemeinde 150 Tschechen. 1930 lebten in den 34 Häusern von Ostrovec 138 Personen. Zwischen 1939 und 1945 gehörte Ostrovec / Wostrowetz zum Protektorat Böhmen und Mähren. Nach dem Ende des Zweiten Weltkrieges kam Ostrovec zur wiedererrichteten Tschechoslowakei zurück. 1950 lebten in den 40 Häusern von Ostrovec 96 Personen. Im Jahre 1960 wurde Lhotka eingemeindet. Zum Jahresanfang 1980 erfolgte die Eingemeindung nach Mlečice. Ostrovec und Lhotka lösten sich am 24. November 1990 wieder von Mlečice los und bildeten die Gemeinde Ostrovec; der Gemeindename wurde zum 13. Februar 1991 in Ostrovec-Lhotka geändert. Beim Zensus von 1991 lebten in den 32 Häusern von Ostrovec nur noch 32 Personen. 2011 bestand das Dorf aus 35 Wohnhäusern und hatte 37 Einwohner. Ein Teil der Häuser von Ostrovec wird nicht mehr dauerhaft bewohnt; außerdem gibt es auf der Gemarkung etwa 130 Hütten, die zumeist im Tal des Zbirožský potok stehen.

## Ortsgliederung
Zu Ostrovec gehören die Einschichten Jankovský Mlýn, Kohoutov, Ostrovecký Mlýn und Vlastce. 
Der Ortsteil bildet den Katastralbezirk Ostrovec u Terešova.

## Trivia
Im Hegerhaus Ostrovec und der Umgebung des Dorfes erfolgten Dreharbeiten zur Fernsehserie Ranč U Zelené sedmy (2000) und zum Fernsehfilm Počkej, až zhasnu (2002).

## Sehenswürdigkeiten
Ostrovec mit seinen zahlreichen erhaltenen Gebäuden in Volksbauweise ist seit 1995 eine dörfliche Denkmalszone. 
- Gezimmerter Glockenturm auf dem Dorfplatz, erbaut 1761
- Gezimmerte Chaluppe Nr. 3 am Dorfplatz
- Gehöfte Nr. 4, 8 und 14 am Dorfplatz
- Gezimmerte Wassermühle Ostrovecký mlýn (Nr. 12) am Zbirožský potok
- Ehemaliges Ausgedingehaus des Gehöftes Nr. 6 am Dorfplatz
- Gusseisernes Kreuz auf dem Dorfplatz
- Gedenkstein für die Gefallenen beider Weltkriege, auf dem Dorfplatz neben der Kapelle. Die Gedenktafel erinnert an neun im Ersten Weltkrieg gefallenen oder vermissten Soldaten aus Ostrovec sowie an Antonín Kučera (1893–1945)[4]
- Gedenkstein für František Bělohlávek (1900–1944), östlich von Terešovská Huť beim Abzweig U Křížku an der Straße nach Ostrovec und Lhotka.[5] Der aus Třenice stammende Arbeiter der Pilsener Škoda-Werke schloss sich während der deutschen Besetzung einer in der Gegend von Zbiroh agierenden Widerstandsgruppe an. Im April 1943 entging er seiner bevorstehenden Verhaftung durch die Gestapo und versteckte sich bei Freunden und Verwandten. Bělohlávek wurde wahrscheinlich 17. Februar 1944 auf der Flucht von Gendarmen erschossen. Seine Leiche wurde tags darauf am Waldrand neben der Straße gefunden.[6]
- Kapelle beim Hegerhaus Kohoutov
- Tal des Zbirožský potok mit vier Mühlen
- Nationales Naturreservat Kohoutov, im Wald östlich von Ostrovec
- Naturreservat Lípa, linksseitig des Zbirožský potok am Nordosthang des gleichnamigen Berges